# Encarsia acaudaleyrodis
Encarsia acaudaleyrodis är en stekelart som beskrevs av Hayat 1976. Encarsia acaudaleyrodis ingår i släktet Encarsia och familjen växtlussteklar.
Artens utbredningsområde är:
- Egypten.
- Iran.

Inga underarter finns listade i Catalogue of Life.